# Oesyperus
Oesyperus es un  género de coleópteros adéfagos de la familia Carabidae.

## Especies
Comprende las siguientes especies:
- Oesyperus planus Andrewes, 1923
- Oesyperus pygmaeus Andrewes, 1923
- Oesyperus unctulus Andrewes, 1923